# Seleção Barenita de Futebol Sub-23
A Seleção Barenita de Futebol Sub-23, igualmente Seleção Olímpica Barenita, representa o Barém nas competições de futebol internacional na Copa do Golfo de Nações Sub-23 e nos Jogos Olímpicos. A seleção é controlada pela Associação de Futebol do Barém, tendo Anthony Hudson como seu treinador.

## Registros de torneios

### Jogos Olímpicos
A partir dos Jogos de 1992, em Barcelona, somente jogadores com menos de vinte e três anos puderam ir às Olimpíadas representar seus países no futebol masculino.
| Registros olímpicos | Registros olímpicos | Registros olímpicos | Registros olímpicos | Registros olímpicos | Registros olímpicos | Registros olímpicos | Registros olímpicos | Registros olímpicos |
| Ano                 | Rodada              | Posição             | GP                  | V                   | D                   | E                   | SG                  | GC                  |
| ------------------- | ------------------- | ------------------- | ------------------- | ------------------- | ------------------- | ------------------- | ------------------- | ------------------- |
| 1992                | Não se classificou  | -                   | -                   | -                   | -                   | -                   | -                   | -                   |
| 1996                | Não se classificou  | -                   | -                   | -                   | -                   | -                   | -                   | -                   |
| 2000                | Não se classificou  | -                   | -                   | -                   | -                   | -                   | -                   | -                   |
| 2004                | Não se classificou  | -                   | -                   | -                   | -                   | -                   | -                   | -                   |
| 2008                | Não se classificou  | -                   | -                   | -                   | -                   | -                   | -                   | -                   |
| 2012                | Não se classificou  | -                   | -                   | -                   | -                   | -                   | -                   | -                   |
| 2016                | Não se classificou  | -                   | -                   | -                   | -                   | -                   | -                   | -                   |

### Jogos Asiáticos
A partir dos Jogos Asiáticos de 2002, em Busan, somente jogadores com menos de vinte e três anos puderam ir aos Jogos representar seus países no futebol masculino.
| Registros dos Jogos Asiáticos | Registros dos Jogos Asiáticos | Registros dos Jogos Asiáticos | Registros dos Jogos Asiáticos | Registros dos Jogos Asiáticos | Registros dos Jogos Asiáticos | Registros dos Jogos Asiáticos | Registros dos Jogos Asiáticos | Registros dos Jogos Asiáticos |
| Ano                           | Rodada                        | GP                            | V                             | D                             | E                             | SG                            | GC                            |                               |
| ----------------------------- | ----------------------------- | ----------------------------- | ----------------------------- | ----------------------------- | ----------------------------- | ----------------------------- | ----------------------------- | ----------------------------- |
| 2002                          | Oitavas de final              | 4                             | 2                             | 0                             | 2                             | 10                            | 6                             |                               |
| 2006                          | Fase de grupos                | 3                             | 2                             | 0                             | 1                             | 7                             | 3                             |                               |
| 2010                          | Fase de grupos                | 3                             | 0                             | 1                             | 2                             | 2                             | 5                             |                               |
| 2014                          | A ser definida                | -                             | -                             | -                             | -                             | -                             | -                             |                               |

### Copa do Golfe de Nações
| Registros da Copa no Golfo de Nações Sub-23 | Registros da Copa no Golfo de Nações Sub-23 | Registros da Copa no Golfo de Nações Sub-23 | Registros da Copa no Golfo de Nações Sub-23 | Registros da Copa no Golfo de Nações Sub-23 | Registros da Copa no Golfo de Nações Sub-23 | Registros da Copa no Golfo de Nações Sub-23 | Registros da Copa no Golfo de Nações Sub-23 | Registros da Copa no Golfo de Nações Sub-23 |
| Ano                                         | Rodada                                      | Posição                                     | GP                                          | V                                           | D                                           | E                                           | SG                                          | GC                                          |
| ------------------------------------------- | ------------------------------------------- | ------------------------------------------- | ------------------------------------------- | ------------------------------------------- | ------------------------------------------- | ------------------------------------------- | ------------------------------------------- | ------------------------------------------- |
| 2008                                        | Grupo final                                 | Fase de grupos                              | 4                                           | 2                                           | 1                                           | 1                                           | 6                                           | 4                                           |
| 2010                                        | Fase de grupos                              | 6/6                                         | 3                                           | 0                                           | 2                                           | 1                                           | 0                                           | 2                                           |
| 2011                                        | Fase de grupos                              | 5/6                                         | 3                                           | 1                                           | 1                                           | 1                                           | 2                                           | 5                                           |
| 2012                                        | Final                                       | Vice-campeã                                 | 5                                           | 3                                           | 0                                           | 2                                           | 4                                           | 7                                           |